# Роберт IV де Ламарк
Робер IV де Ламарк (фр. Robert IV de La Marck; 5 января 1512—1556) — единственный сын маршала Флоранжа и Гийеметты Саарбрюккенской, воспитательницы дочерей короля. От отца унаследовал суверенные сеньории Седан и Рокур, а также титул графа де Буйона, от матери — титул графа де Брена. Он первым стал именовать себя герцогом де Буйоном.

## Биография
В 1539 году Франциск I женил Ламарка на старшей дочери Дианы де Пуатье — графине де Молеврье. Этот союз принёс следующее потомство:
- Анри-Робер де Ламарк (1539-74), 1-й князь Седанский, 2-й герцог Буйонский; жена — Франсуаза де Бурбон-Монпансье.
- Шарль-Робер де Ламарк (1541—1622), граф де Молеврье и де Брен; женат трижды.
- Антуанетта де Ламарк (1542—1591); муж — Генрих I де Монморанси, коннетабль Франции.
- Диана де Ламарк (1544-ок. 1612); муж: 1): Жак Клевский, герцог Неверский; 2): Анри де Клермон (1540—1573), граф де Клермон и де Тоннер; 3): Жан Бабу де Лабурдезьер (1541—1589), граф де Сагонн
- Гийеметта де Ламарк (1545—1592); муж — граф Жан III де Люксембург-Линьи.
- Франсуаза де Ламарк (1547—1608), настоятельница монастыря в Авенэ.
- Катрин де Ламарк (1548-90); муж — Жак д’Арле, миньон герцога Алансонского и любовник его сестры Марго.

В 17 лет Ламарк был произведён в капитаны швейцарской гвардии, в 35 лет при содействии своей могущественной тёщи стал маршалом Франции. Он принимал участие во взятии Меца (1552) и на время изгнал испанцев из Буйона, на который претендовал по праву предков. Испанцы взяли его в плен и не выпустили до тех пор, пока Ламарк не заложил ради выкупа часть своих земель и не принял яд, который оказался смертельным.
Считается, что Карл V Габсбург заказал убийство маршала оттого, что видел в седанских Ламарках изменников империи и личных врагов. Аббат Брантом оспаривает эту версию смерти маршала де Бульона, намекая на то, что его отравили собственные родственники.